# 潜水服

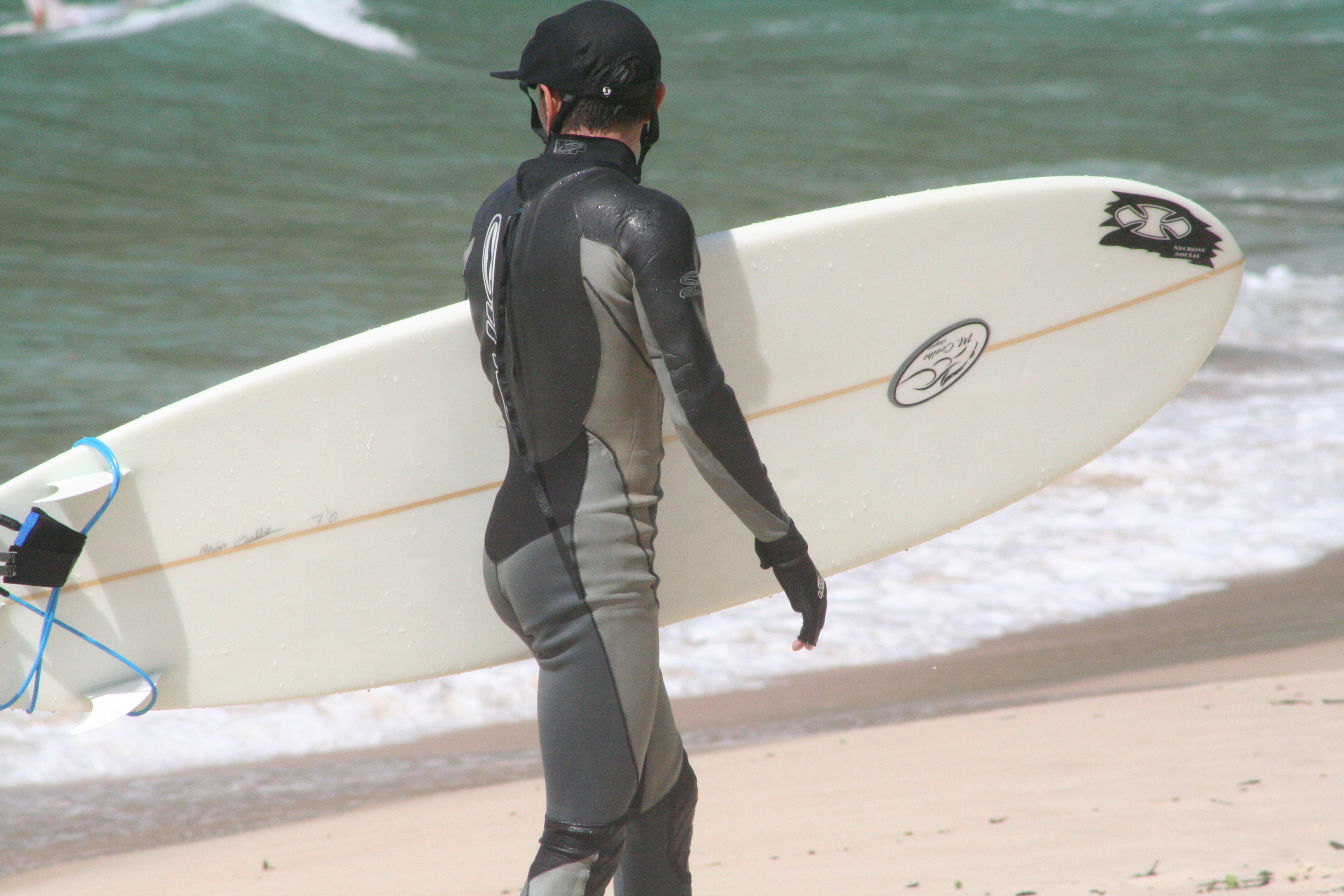
一位手拿冲浪板，身穿潜水服的冲浪者

潜水服（英語：Wetsuit）是一种服装，通常由泡沫氯丁橡胶制作而成，主要是给冲浪者、潜水员、冲浪板运动员、皮划艇运动员和其他从事水上运动的人穿着，以提供保温、耐磨性和浮力。

## 特性
流行水母衣的温水层通常给皮肤提供很小的保温效果。因此進階的潜水服的绝缘性能取决于泡沫材料的气体封闭效果，以降低传热能力；气泡也给潜水服低密度，在水里提供正浮力，因此如果潛水時穿著，需要進行配重。
休·班德勒，是一名加州大学伯克利分校的物理学家，他在1952年发明了现代潜水服。在1950年代，潜水衣演变为相对脆弱的泡沫氯丁橡胶作为制作材料，后来，更严格的材料如尼龙、氨纶莱卡或其他材料的潜水服是由胶布粘合制作，以帮助保持防水、减少冲洗、更换内衣和身体之间的隔水功能。进一步改进的潜水服，把脖子、手腕和脚踝都要包裹住。
不同类型的潜水服是为不同的用途和不同的温度而制作的。潜水服包裹整个人体的躯干，同时通常辅以氯丁橡胶靴、手套、帽子。